# 寫入時複製
寫入時複製（英語：Copy-on-write，简称COW）是一种计算机程式設計領域的优化策略。其核心思想是，如果有多個呼叫者（callers）同時请求相同資源（如内存或磁盘上的数据存储），他們會共同取得相同的指標指向相同的資源，直到某個呼叫者试图修改資源的内容時，系統才會真正複製一份专用副本（private copy）給該呼叫者，而其他呼叫者所见到的最初的资源仍然保持不变。這過程對其他的呼叫者都是透明的。此作法主要的優點是如果呼叫者沒有修改該資源，就不會有副本（private copy）被建立，因此多个呼叫者只是读取操作时可以共享同一份资源。

## 应用

### 虚拟内存管理中的写时复制
一般把这种被共享访问的页面标记为只读。当一个task试图向内存中写入数据时，内存管理单元（MMU）抛出一个异常，内核处理该异常时为该task分配一份物理内存并复制数据到此内存，重新向MMU发出执行该task的写操作。

### 数据存储中的写时复制
Linux等的文件管理系统使用了写时复制策略。
数据库服务器也一般采用了写时复制策略，为用户提供一份snapshot。

### 软件应用中的写时复制
C++标准程序库中的std::string类，在C++98/C++03标准中是允许写时复制策略。但在C++11标准中为了提高并行性取消了这一策略。GCC从版本5开始，std::string不再采用COW策略。
```
std
::
string
 
x
(
"Hello"
);

std
::
string
 
y
 
=
 
x
;
  
// x 和 y 使用相同的 buffer

y
 
+=
 
", World!"
;
    
// y 现在用了不同的 buffer，而 x 用原来的 buffer

```

在PHP中，除了引用类型外，其他类型都是以写时复制的方式实现的。例如，字符串和数组是通过引用传递的。当它们被修改时，如果它们的引用计数不为零，就会复制一份。这使得它们可以像值类型一样使用，而不会有赋值时复制的性能问题。